# Cyclosa reniformis
Cyclosa reniformis là một loài nhện trong họ Araneidae.
Loài này thuộc chi Cyclosa. Cyclosa reniformis được miêu tả năm 2006 bởi Zhu, Lian & Jun Chen.